# Škopnik
Škópnik, Škópnek, Škópnjak, Škópnjek, Škómpnjek,  Zmin, Zminje, morda Svetinje, Svetije, je poimenovanje za slovenska zračna in  nočna bajeslovna bitja, ki predstavljajo iskreče se blodeče duše umrlih.

## Osnovne lastnosti škopnikov
Škopniki predstavljajo blodeče duše v podobi žarečega snopa oziroma goreče metle, podobni so tudi sovi, letečemu zmaju ali goreči kači , nastopajo lahko v podobi sršenasto- dlakavega možica, goreče ptice, žarečega bitja ali gorečega moža. Škopniki stalno spreminjajo svoje podobe, sposobni so prevzemati tudi človeške.  Ime škopniki so dobili zato, ker se pojavljajo tudi kot otep slame (škop/škomp). Ker je slama povezana z umrlimi, že njegovo ime pove, da je povezan z umrlimi dušami. Škopniki so lahko tudi nevarni, saj naj bi sedali na otroke, jih dušili v spanju, jih kljuvali, jih kradli in zamenjevali Ogroženi naj bi bili predvsem otroci, ki jih starši zanemarjajo. Škopniki naj bi povzročali hrup v gozdu,, radi naj bi sedali na vrhove smrekovih dreves in jih včasih tudi osmodili. Škopniki naj bi bili nevarni tudi za imetje, ker lahko s svojimi iskrami zanetijo ogenj v gozdu ali na domu. Ljudje so škopnike povezovali z zvezdnimi utrinki, na Koroškem pa se kot ime nekega nebesnega telesa pojavlja tudi izraz Škopnjekovo gnezdo. Po eni od razlag naj bi Škopnjekovo gnezdo predstavljalo točke na nebu, od koder se usipljejo utrinki, in ki jim astronomi pravijo radianti.

## Oblikovanje in spreminjanje izročila o škopnikih
Čeprav izraz škop, po katerem je škopnik dobil ime, sicer  izhaja iz nemške izposojenke (iz starovisokonemškega Scoub), je bajeslovni lik škopnika morda domačega izvora in bi se lahko oblikoval šele v stoletjih potem, ko so predniki Slovencev iz germanskega okolja prevzeli izraz škop.  Po drugi strani v Avstriji in Nemčiji poznajo sorodno bitje Schaub, ki pa se nekoliko razlikuje od slovenskega škopnika. Škopnikom je sicer podoben tudi ukrajinski zmaj Plivnik. Izročilo o škopnikih se je pričelo povezovati s sorodnimi liki: tako so jih ljudje npr. povezali s škrati in zato velja, da lahko prinesejo tudi srečo in bogastvo. Zahodni Slovenci  so jih povezali z vedomci, zato so njihove sestavine tamkaj prešle na slednje, tako, da naj bi ti imeli na glavi ogenj. 